# إذاعة عنابة
إذاعة عنابة إذاعة جزائرية بدأت البث في عام 1997م، تبث نشرات جهوية باللغة العربية على موجة أف أم 100.30.

## وصلات خارجية
- قائمة الإذاعات المحلية بالجزائر
- الموقع الرسمي لإذاعة عنابة
- شبكة الإذاعات الجهوية

قالب:إذاعات جزائرية